# Flattop Mountain (Colorado)
Pour les articles homonymes, voir Flattop Mountain.
Flattop Mountain est un sommet montagneux américain à la frontière des comtés de Grand et Larimer, dans le Colorado. Il culmine à 3 756 mètres d'altitude dans la Front Range, protégé au sein du parc national de Rocky Mountain.
On peut l'atteindre depuis l'est via le Flattop Mountain Trail, un sentier de randonnée inscrit au Registre national des lieux historiques depuis le 27 septembre 2007. Depuis l'ouest, on emprunte le North Inlet Trail ou le Tonahutu Creek Trail, quant à eux inscrits le 5 mars 2008.